# Brazylijskie filmy zgłoszone do rywalizacji o Oscara w kategorii filmu nieanglojęzycznego
Brazylijski kandydat do Oscara w kategorii filmu nieanglojęzycznego zgłaszany jest od 1960 roku.
Do 2025 roku 52 filmy z Brazylii zostały zgłoszone do tej nagrody, z których cztery były nominowane do Oscara dla najlepszego filmu nieanglojęzycznego (Ślubowanie, Czworokąt, Cztery dni we wrześniu, Dworzec nadziei), a nagrodę otrzymał dopiero dramat Wciąż tu jestem (2024). W 1960 portugalskojęzyczny film Czarny Orfeusz zdobył Oscara, jednak jego reżyserem był Francuz Marcel Camus i nagroda została zapisana na konto Francji.
W 1999 film Dworzec nadziei był nominowany w dwóch kategoriach: film nieanglojęzyczny oraz najlepsza aktorka dla Fernandy Montenegro.
W 2003 film Miasto Boga znalazł się poza oscarową rywalizacją, co było pewnym zaskoczeniem, ponieważ był to jeden z najgłośniejszych filmów tamtego roku. Jednak w kolejnym roku Akademia zmieniła zdanie i film dostał nominacje w 4 kategoriach: najlepszy reżyser, najlepszy scenariusz adaptowany, najlepszy montaż i najlepsze zdjęcia. Obraz nie zdobył jednak żadnego Oscara.
Najczęściej zgłaszanym reżyserem jest Carlos Diegues (siedem tytułów).

## Lista zgłoszonych filmów
Poniżej znajduje się lista filmów zgłoszonych przez rząd Brazylii do Oscara w kategorii filmu nieanglojęzycznego. Filmy są wybierane każdego roku przez komitet wyznaczony przez Ministerstwo Kultury.
| Rok (ceremonia) | Tytuł polski                                   | Tytuł oryginalny                                      | Tytuł anglojęzyczny                   | Reżyseria                               | Status          |
| --------------- | ---------------------------------------------- | ----------------------------------------------------- | ------------------------------------- | --------------------------------------- | --------------- |
| 1960 (33.)      | A Morte Comanda o Cangaço                      | A Morte Comanda o Cangaço                             | Death Commands Brigandage             | Carlos Coimbra i Walter Guimarães Motta | brak nominacji  |
| 1962 (35.)      | Ślubowanie                                     | O Pagador de Promessas                                | Keeper of Promises                    | Anselmo Duarte                          | nominacja       |
| 1964 (37.)      | Bóg i diabeł w krainie słońca                  | Deus e o Diabo na Terra do Sol                        | Black God, White Devil                | Glauber Rocha                           | brak nominacji  |
| 1965 (38.)      | São Paulo, Sociedade Anônima                   | São Paulo, Sociedade Anônima                          | São Paulo, Incorporated               | Luís Sérgio Person                      | brak nominacji  |
| 1967 (40.)      | Sprawa braci Naves                             | O Caso dos Irmãos Naves                               | Case of the Naves Brothers            | Luís Sérgio Person                      | brak nominacji  |
| 1968 (41.)      | As Amorosas                                    | As Amorosas                                           | The Amorous Ones                      | Walter Hugo Khouri                      | brak nominacji  |
| 1969 (42.)      | Antonio das Mortes                             | O Dragão da Maldade contra o Santo Guerreiro          | Antonio das Mortes                    | Glauber Rocha                           | brak nominacji  |
| 1971 (44.)      | Grzech śmiertelny                              | Pecado Mortal                                         | Mortal Sin                            | Miguel Faria Jr.                        | brak nominacji  |
| 1972 (45.)      | Pra Quem Fica, Tchau                           | Pra Quem Fica, Tchau                                  | Pra Quem Fica, Tchau                  | Reginaldo Faria                         | brak nominacji  |
| 1973 (46.)      | Jak smaczny był mały Francuz?                  | Como Era Gostoso o Meu Francês                        | How Tasty Was My Little Frenchman     | Nelson Pereira dos Santos               | brak nominacji  |
| 1974 (47.)      | João i nóż                                     | A Faca e o Rio                                        | João and the Knife                    | George Sluizer                          | brak nominacji  |
| 1975 (48.)      | Noc stracha na wróble                          | A Noite do Espantalho                                 | The Scarecrow's Night                 | Sérgio Ricardo                          | brak nominacji  |
| 1976 (49.)      | Amulet Oguma                                   | O Amuleto de Ogum                                     | The Amulet of Ogum                    | Nelson Pereira dos Santos               | brak nominacji  |
| 1977 (50.)      | Xica da Silva                                  | Xica da Silva                                         | Xica                                  | Carlos Diegues                          | brak nominacji  |
| 1978 (51.)      | Namiot cudów                                   | Tenda dos Milagres                                    | Tent of Miracles                      | Nelson Pereira dos Santos               | brak nominacji  |
| 1979 (52.)      | A Lira do Delírio                              | A Lira do Delírio                                     | The Lyre of Delight                   | Walter Lima Jr.                         | brak nominacji  |
| 1980 (53.)      | Bye Bye Brasil                                 | Bye Bye Brasil                                        | Bye Bye Brazil                        | Carlos Diegues                          | brak nominacji  |
| 1981 (54.)      | Pixote                                         | Pixote: A Lei do Mais Fraco                           | Pixote                                | Héctor Babenco                          | dyskwalifikacja |
| 1984 (57.)      | Więzienne wspomnienia                          | Memórias do Cárcere                                   | Memoirs of Prison                     | Nelson Pereira dos Santos               | brak nominacji  |
| 1986 (59.)      | Godzina gwiazdy                                | A Hora da Estrela                                     | Hour of the Star                      | Suzana Amaral                           | brak nominacji  |
| 1987 (60.)      | Metrem do gwiazd                               | Um Trem para as Estrelas                              | Subway to the Stars                   | Carlos Diegues                          | brak nominacji  |
| 1988 (61.)      | Historia Fausty                                | Romance da Empregada                                  | The Story of Fausta                   | Bruno Barreto                           | brak nominacji  |
| 1989 (62.)      | Najlepsze przed nami                           | Dias Melhores Virão                                   | Better Days Ahead                     | Carlos Diegues                          | brak nominacji  |
| 1991 (64.)      | Kunszt                                         | A Grande Arte                                         | Exposure                              | Walter Salles                           | brak nominacji  |
| 1995 (68.)      | Czworokąt                                      | O Quatrilho                                           | O Quatrilho                           | Fábio Barreto                           | nominacja       |
| 1996 (69.)      | Tieta z Agreste                                | Tieta do Agreste                                      | Tieta of Agreste                      | Carlos Diegues                          | brak nominacji  |
| 1997 (70.)      | Cztery dni we wrześniu                         | O Que é Isso, Companheiro?                            | Four Days in September                | Bruno Barreto                           | nominacja       |
| 1998 (71.)      | Dworzec nadziei                                | Central do Brasil                                     | Central Station                       | Walter Salles                           | nominacja       |
| 1999 (72.)      | Orfeusz                                        | Orfeu                                                 | Orfeu                                 | Carlos Diegues                          | brak nominacji  |
| 2000 (73.)      | Ja, ty, oni                                    | Eu, Tu, Eles                                          | Me, You, Them                         | Andrucha Waddington                     | brak nominacji  |
| 2001 (74.)      | W cieniu słońca                                | Abril Despedaçado                                     | Behind the Sun                        | Walter Salles                           | brak nominacji  |
| 2002 (75.)      | Miasto Boga                                    | Cidade de Deus                                        | City of God                           | Fernando Meirelles                      | brak nominacji  |
| 2003 (76.)      | Carandiru                                      | Carandiru                                             | Carandiru                             | Héctor Babenco                          | brak nominacji  |
| 2004 (77.)      | Olga                                           | Olga                                                  | Olga                                  | Jayme Monjardim                         | brak nominacji  |
| 2005 (78.)      | Synowie Francisca                              | Dois Filhos de Francisco                              | Two Sons of Francisco                 | Breno Silveira                          | brak nominacji  |
| 2006 (79.)      | Kino, aspiryna i sępy                          | Cinema, Aspirinas e Urubus                            | Cinema, Aspirins and Vultures         | Marcelo Gomes                           | brak nominacji  |
| 2007 (80.)      | Rok, w którym moi rodzice wyjechali na wakacje | O Ano em que Meus Pais Saíram de Férias               | The Year My Parents Went on Vacation  | Cao Hamburger                           | skrócona lista  |
| 2008 (81.)      | Ostatni przystanek 174                         | Última Parada 174                                     | Last Stop 174                         | Bruno Barreto                           | brak nominacji  |
| 2009 (82.)      | Czas trwogi                                    | Salve Geral                                           | Time of Fear                          | Sérgio Rezende                          | brak nominacji  |
| 2010 (83.)      | Lula, syn Brazylii                             | Lula, o filho do Brasil                               | Lula, Son of Brazil                   | Fábio Barreto                           | brak nominacji  |
| 2011 (84.)      | Elitarni – Ostatnie starcie                    | Tropa de Elite 2: O Inimigo Agora é Outro             | Elite Squad: The Enemy Within         | José Padilha                            | brak nominacji  |
| 2012 (85.)      | Klaun                                          | O Palhaço                                             | The Clown                             | Selton Mello                            | brak nominacji  |
| 2013 (86.)      | Sąsiedzkie dźwięki                             | O Som ao Redor                                        | Neighbouring Sounds                   | Kleber Mendonça Filho                   | brak nominacji  |
| 2014 (87.)      | W jego oczach                                  | Hoje Eu Quero Voltar Sozinho                          | The Way He Looks                      | Daniel Ribeiro                          | brak nominacji  |
| 2015 (88.)      | Prawie jak matka                               | Que Horas Ela Volta?                                  | The Second Mother                     | Anna Muylaert                           | brak nominacji  |
| 2016 (89.)      | Mały sekret                                    | Pequeno Segredo                                       | Little Secret                         | David Schurmann                         | brak nominacji  |
| 2017 (90.)      | Bingo – król poranków                          | Bingo: O Rei das Manhãs                               | Bingo: The King of the Mornings       | Daniel Rezende                          | brak nominacji  |
| 2018 (91.)      | Wielki Mistyczny Cyrk                          | O Grande Circo Místico                                | The Great Mystical Circus             | Carlos Diegues                          | brak nominacji  |
| 2019 (92.)      | Niewidoczne życie sióstr Gusmão                | A Vida Invisível de Eurídice Gusmão                   | The Invisible Life of Eurídice Gusmão | Karim Aïnouz                            | brak nominacji  |
| 2020 (93.)      | Babenco: Powiedz, kiedy umrę                   | Babenco: Alguém Tem que Ouvir o Coração e Dizer Parou | Babenco: Tell Me When I Die           | Bárbara Paz                             | brak nominacji  |
| 2021 (94.)      | Prywatna pustynia                              | Deserto Particular                                    | Private Desert                        | Aly Muritiba                            | brak nominacji  |
| 2022 (95.)      | Mars Jeden                                     | Marte Um                                              | Mars One                              | Gabriel Martins                         | brak nominacji  |
| 2023 (96.)      | Portrety duchów                                | Retratos Fantasmas                                    | Pictures of Ghosts                    | Kleber Mendonça Filho                   | brak nominacji  |
| 2024 (97.)      | Wciąż tu jestem                                | Ainda Estou Aqui                                      | I'm Still Here                        | Walter Salles                           | wygrana         |